# Super zdrowe potwory
Super zdrowe potwory (ang. Super Healthy Monsters, 2012) – amerykański serial animowany.
Premiera serialu w Polsce odbyła się 21 października 2013 roku na antenie MiniMini+ w bloku Sezamkowy zakątek. Serial emitowano do 11 stycznia 2015 roku.

## Opis fabuły
Serial opisuje perypetie mieszkańców ulicy Sezamkowej, którzy będą promować wśród najmłodszych widzów zdrowy styl życia oraz pokażą im, jak prawidłowo dbać o swoje ciało i umysł, świetnie się przy tym bawiąc.

## Wersja polska

### Pierwsza wersja dubbingu
Opracowanie wersji polskiej: na zlecenie MiniMini – Start International Polska

Reżyseria: Paweł Galia

Dialogi polskie: Jakub Osiński

Dźwięk i montaż: Jerzy Wierciński

Kierownictwo produkcji: Anna Kuszewska

Wystąpili:
- Mieczysław Morański – Bert
- Janusz Wituch – Ernie
- Tomasz Bednarek – Elmo

oraz:
- Janusz Zadura – Grover
- Mirosław Wieprzewski – Doktor Kogut
- Zbigniew Konopka – Ciasteczkowy Potwór
- Joanna Węgrzynowska-Cybińska – Rosita
- Beata Wyrąbkiewicz – Abby
- Zuzanna Galia – Pilar (odc. 3, 7)
- Katarzyna Łaska – Pilar (odc. 14)
- Ewa Serwa – pani Martinez
- Paweł Galia

i inni
Lektor: Paweł Galia

### Druga wersja dubbingu
Opracowanie wersji polskiej: Start International Polska na zlecenie Canal+

Reżyseria: Elżbieta Kopocińska-Bednarek

Dialogi polskie: Piotr Radziwiłowicz

Dźwięk i montaż: Michał Skarżyński

Wystąpili:
- Michał Głowacki – Elmo
- Janusz Wituch –
  - Ernie,
  - Doktor Kogut
- Joanna Cybińska –
  - Rosita,
  - Pilar (odc. 3, 7, 14),
  - Pani Martinez
- Małgorzata Nakonieczna – Abby
- Janusz Zadura – Grover
- Andrzej Arciszewski – Ciasteczkowy Potwór

oraz:
- Wojciech Wereśniak – Bert
- Aleksander Kaźmierczak

i inni
Lektor: Bożydar Murgan